# Лімінгтон (Юта)
Лімінгтон (англ. Leamington) — місто (англ. town) в США, в окрузі Міллард штату Юта. Населення — 256 осіб (2020).

## Географія
Лімінгтон розташований за координатами 39°31′52″ пн. ш. 112°17′7″ зх. д. / 39.53111° пн. ш. 112.28528° зх. д. (39.531209, -112.285332).  За даними Бюро перепису населення США в 2010 році місто мало площу 4,00 км², уся площа — суходіл.

## Демографія
Згідно з переписом 2010 року, у місті мешкало 226 осіб у 75 домогосподарствах у складі 60 родин. Густота населення становила 56 осіб/км².  Було 82 помешкання (20/км²).
Расовий склад населення:
| - 99,1 % — білих - 0,4 % — азіатів |

До двох чи більше рас належало 0,4 %. Частка іспаномовних становила 0,4 % від усіх жителів.
За віковим діапазоном населення розподілялося таким чином: 31,0 % — особи молодші 18 років, 61,0 % — особи у віці 18—64 років, 8,0 % — особи у віці 65 років та старші. Медіана віку мешканця становила 34,0 року. На 100 осіб жіночої статі у місті припадало 107,3 чоловіків;  на 100 жінок у віці від 18 років та старших — 105,3 чоловіків також старших 18 років.
Середній дохід на одне домашнє господарство  становив 82 233 долари США (медіана — 75 625), а середній дохід на одну сім'ю — 97 265 доларів (медіана — 96 250). За межею бідності перебувало 16,9 % осіб, у тому числі 24,1 % дітей у віці до 18 років та 5,4 % осіб у віці 65 років та старших.
Цивільне працевлаштоване населення становило 108 осіб. Основні галузі зайнятості: транспорт — 33,3 %, сільське господарство, лісництво, риболовля — 20,4 %, роздрібна торгівля — 11,1 %, науковці, спеціалісти, менеджери — 10,2 %.